# WSA KTM Graz
WSA KTM Graz (Kod UCI: WSA) – austriacka grupa kolarska założona w 2011. Zespół od początku istnienia należy do dywizji UCI Continental Teams.

## Nazwa grupy w poszczególnych latach
| lata      | nazwa                  |
| --------- | ---------------------- |
| 2011–2012 | WSA-Viperbike Kärnten  |
| 2013      | WSA                    |
| 2014–2017 | WSA-Greenlife          |
| 2018      | WSA-Pushbikers         |
| 2019      | Maloja Pushbikers      |
| 2020–2021 | WSA KTM Graz           |
| 2022–2023 | WSA KTM Graz p/b Leomo |
| od 2024   | WSA KTM Graz           |

## Sezony

### 2024

#### Skład
| Skład drużyny 2024      | Skład drużyny 2024 | Skład drużyny 2024 | Skład drużyny 2024               |
| Imię i nazwisko         | Data urodzenia     | Państwo            | Poprzednia grupa                 |
| ----------------------- | ------------------ | ------------------ | -------------------------------- |
| Matthias Gusner         | 6 marca 2003       | Austria            |                                  |
| Cian Hampton            | 21 stycznia 2005   | Austria            |                                  |
| Theo Hauser             | 18 września 2003   | Austria            |                                  |
| Philipp Hofbauer        | 20 sierpnia 2002   | Austria            |                                  |
| Stinus Kæmpe            | 26 lutego 2001     | Dania              | ARBÖ headstart On-Fahrrad (2022) |
| Franz-Josef Lässer      | 17 stycznia 2001   | Austria            |                                  |
| Stefan Marbler          | 12 września 2002   | Austria            |                                  |
| Martin Messner          | 9 stycznia 2000    | Austria            |                                  |
| Maximilian Schmidbauer  | 23 grudnia 2001    | Austria            |                                  |
| Jakob Sertic            | 4 marca 2005       | Austria            |                                  |
| Marco Stocker           | 22 czerwca 2005    | Austria            |                                  |
| Thomas Tichler          | 23 maja 2000       | Austria            |                                  |
|                         |                    |                    |                                  |
| Źródło: ProCyclingStats |                    |                    |                                  |

### 2023

#### Skład
| Skład drużyny 2023         | Skład drużyny 2023   | Skład drużyny 2023 | Skład drużyny 2023               |
| Imię i nazwisko            | Data urodzenia       | Państwo            | Poprzednia grupa                 |
| -------------------------- | -------------------- | ------------------ | -------------------------------- |
| Daniel Auer (1 sty–16 cze) | 26 października 1994 | Austria            | Maloja Pushbikers (2019)         |
| Adam Hansen                | 11 maja 1981         | Australia          | Lotto-Soudal (2020)              |
| Philipp Hofbauer           | 20 sierpnia 2002     | Austria            |                                  |
| Maximilian Kabas           | 2 sierpnia 2001      | Austria            |                                  |
| Stinus Kæmpe               | 26 lutego 2001       | Australia          | ARBÖ headstart On-Fahrrad (2022) |
| Leo Kerschbaumer           | 17 lutego 2003       | Austria            |                                  |
| Stefan Marbler             | 12 września 2002     | Austria            |                                  |
| Martin Messner             | 9 stycznia 2000      | Austria            |                                  |
| Maximilian Schmidbauer     | 23 grudnia 2001      | Austria            |                                  |
| Thomas Tichler             | 23 maja 2000         | Austria            |                                  |
|                            |                      |                    |                                  |
| Źródło: ProCyclingStats    |                      |                    |                                  |

#### Zwycięstwa
| Zwycięstwa       | Zwycięstwa                                  | Zwycięstwa | Zwycięstwa | Zwycięstwa     | Zwycięstwa |
| Data             | Wyścig                                      | Państwo    | Kategoria  | Zwycięzca      |            |
| ---------------- | ------------------------------------------- | ---------- | ---------- | -------------- | ---------- |
| 11 sie           | Tour of Szeklerland, 2. etap                | Rumunia    | 2.2        | Martin Messner |            |
| 12 sierpnia 2023 | Tour of Szeklerland, klasyfikacja generalna | Rumunia    | 2.2        | Martin Messner |            |

### 2022

#### Skład
| Skład drużyny 2022          | Skład drużyny 2022   | Skład drużyny 2022 | Skład drużyny 2022       |
| Imię i nazwisko             | Data urodzenia       | Państwo            | Poprzednia grupa         |
| --------------------------- | -------------------- | ------------------ | ------------------------ |
| Daniel Auer                 | 26 października 1994 | Austria            | Maloja Pushbikers (2019) |
| Valentin Götzinger(Przypis) | 12 grudnia 2000      | Austria            | Maloja Pushbikers (2019) |
| Alexander Gratzer           | 28 lutego 2000       | Austria            |                          |
| Adam Hansen                 | 11 maja 1981         | Australia          | Lotto-Soudal (2020)      |
| Philipp Hofbauer            | 20 sierpnia 2002     | Austria            |                          |
| Maximilian Kabas            | 2 sierpnia 2001      | Austria            |                          |
| Leo Kerschbaumer            | 17 lutego 2003       | Austria            |                          |
| Stefan Marbler              | 12 września 2002     | Austria            |                          |
| Martin Messner              | 9 stycznia 2000      | Austria            |                          |
| Felix Ritzinger             | 23 grudnia 1996      | Austria            | Maloja Pushbikers (2019) |
| Paul Rosegger               | 28 kwietnia 2002     | Austria            |                          |
| Maximilian Schmidbauer      | 23 grudnia 2001      | Austria            |                          |
|                             |                      |                    |                          |
| Źródło: ProCyclingStats     |                      |                    |                          |

Przypis: Valentin Götzinger, koniec kariery

#### Zwycięstwa
| Zwycięstwa | Zwycięstwa                                                | Zwycięstwa | Zwycięstwa | Zwycięstwa       | Zwycięstwa |
| Data       | Wyścig                                                    | Państwo    | Kategoria  | Zwycięzca        |            |
| ---------- | --------------------------------------------------------- | ---------- | ---------- | ---------------- | ---------- |
| 2 mar      | Trofej Umag                                               | Chorwacja  | 1.2        | Daniel Auer      |            |
| 20 mar     | GP Slovenian Istria                                       | Słowenia   | 1.2        | Daniel Auer      |            |
| 23 cze     | Austria National Road Cycling Championships - Men U23 ITT | Austria    | CN         | Maximilian Kabas |            |